# 안치라나나

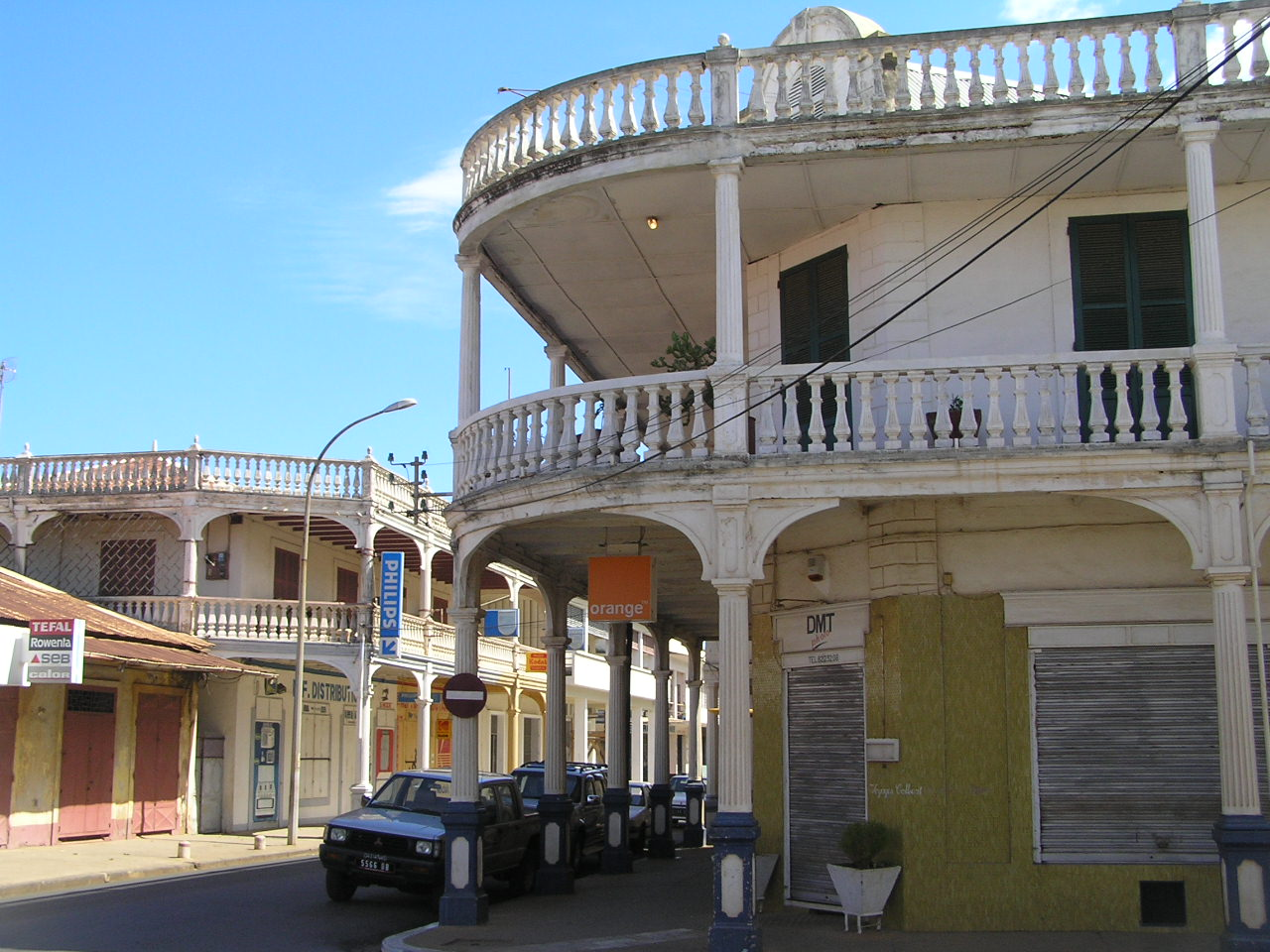
안치라나나

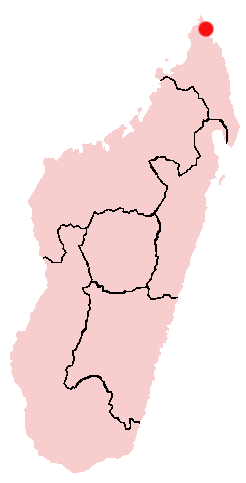
안치라나나의 위치

안치라나나(말라가시어: Antsiranana)는 마다가스카르 최북단에 위치한 도시로 디아나 구의 행정 중심지이다. 1975년 이전까지는 디에고수아레즈(Diego-Suárez)라고 부르기도 했다. 2013년 추정인구는 115,015명이었다.

## 역사
16세기 초, 13척의 배로 이루어진 포르투갈 함대가 인도양을 항해하다 한 대가 표류했고, 선장 디에고 디아스는 1500년 8월 10일에 마다가스카르를 발견한 최초의 유럽인이 되었다. 1506년 2월, 에르난 수아레스 제독이 그 장소를 알아보았고, 그래서 앙카라나의 전 수도였던 안토마보칼라는 선장의 이름과 제독의 이름이 축약된 것에서 유래된 디에고 수아레스의 이름을 얻었다. 1635년, 아프리카와 마다가스카르의 동양 지도의 저자인 프랑스 조종사 베르텔로에 의해 이 만이 이 이름 아래 처음으로 언급되었다. 1824년, 영국의 수문학자 오언에 의해 만이 탐사되었고, 그 후 1833년, La Nièvre의 지휘관인 Bigeault 선장은 수로 조사를 수행하기 위해 북동쪽 해안을 여행했다.
1880년대에, 그 만은 증기선을 위한 냉각 기지로서 그것을 원했던 프랑스에 의해 탐났다. 제1차 프랑스-호바 전쟁 후, 1885년 12월 17일에 라나발로나 3세 여왕은 조약에 서명했고, 노시-베 섬과 세인트 마리 드 마다가스카르 섬뿐만 아니라 만과 주변 영토에 대한 프랑스의 보호권을 부여했다.
프랑스는 새로운 식민지와 디에고 수아레스 만(당시 이름은 안톰보코 만)을 차지했다. 당시 이곳은 Etablissement français de Diego-Suarez로 불렸고, 디에고 수아레스 시의 시초인 프리깃함 선장 카이예의 지휘를 받았다.
첫 번째 병영은 디에고 곶에 세워졌다. 새로운 식민지의 첫 번째 거주민은 프랑스령 토아마시나, 노시베, 일생마리, 마요트, 마하장가 출신 뿐만 아니라 레위니옹과 모리셔스 출신의 크레올이었다. 도망 노예들(Makoa), 안탄카라나, 사칼라바 출신들도 인구의 또 다른 큰 부분을 차지했다. 1886년에 그 식민지에는 2500명의 거주민이 있었다.
1887년에 문민총독인 프로거가 케이예를 대신했다. 1888년에 노시베와 일 생 마리 섬이 식민지에 부속되었다.
1900년 디에고 수아레스에 있는 데카우빌 철도가 건설되었다. 러시아 제국의 제2태평양 비행단은 1905년 쓰시마 전투로 가는 도중 디에고 수아레스에 정박하여 재보급하였다.
1909년 3월 21일 대성당의 첫 벽돌이 깔렸다. 1919년에는 스페인 독감이 유행했고, 1920년에는 페스트가 창궐했다. 그럼에도 1925년에는 디에고수아레스 지방에 13695명의 주민이 살고 있었다.
1942년 5월 13일 프랑스군이 항복하자 영국 상선과 군함이 안치라나나 항구에 주둔했다. 1942년, 디에고 수아레스는 연합군의 마다가스카르 침공과 점령의 출발점인 아이언클라드 작전의 주요 목표였다. 연합군은 전년도 프랑스령 인도차이나와 마찬가지로 일본이 비시 프랑스에게 마다가스카르를 사용하도록 압박할 것을 우려했고, 이 섬을 연합군의 선박 요격 기지로 만들어서는 안 된다고 판단했다.
프랑스는 1960년 말라가시 독립 이후에도 이 도시에 군사기지를 계속 운영했다. 1973년부터 1975년 사이에 프랑스군은 철수했다.

## 기후
| 안치라나나의 기후                                                       | 안치라나나의 기후 | 안치라나나의 기후 | 안치라나나의 기후 | 안치라나나의 기후 | 안치라나나의 기후 | 안치라나나의 기후 | 안치라나나의 기후 | 안치라나나의 기후 | 안치라나나의 기후 | 안치라나나의 기후 | 안치라나나의 기후 | 안치라나나의 기후 | 안치라나나의 기후 |
| 월                                                                      | 1월               | 2월               | 3월               | 4월               | 5월               | 6월               | 7월               | 8월               | 9월               | 10월              | 11월              | 12월              | 연간              |
| ----------------------------------------------------------------------- | ----------------- | ----------------- | ----------------- | ----------------- | ----------------- | ----------------- | ----------------- | ----------------- | ----------------- | ----------------- | ----------------- | ----------------- | ----------------- |
| 역대 최고 기온 °C (°F)                                                  | 36.6 (97.9)       | 34.6 (94.3)       | 34.8 (94.6)       | 35.0 (95.0)       | 33.6 (92.5)       | 33.0 (91.4)       | 33.0 (91.4)       | 33.0 (91.4)       | 33.5 (92.3)       | 37.0 (98.6)       | 38.0 (100.4)      | 39.0 (102.2)      | 39.0 (102.2)      |
| 일평균 최고 기온 °C (°F)                                                | 31.1 (88.0)       | 30.7 (87.3)       | 31.1 (88.0)       | 31.6 (88.9)       | 31.0 (87.8)       | 29.7 (85.5)       | 29.2 (84.6)       | 29.4 (84.9)       | 30.1 (86.2)       | 31.1 (88.0)       | 32.1 (89.8)       | 32.1 (89.8)       | 30.8 (87.4)       |
| 일일 평균 기온 °C (°F)                                                  | 27.1 (80.8)       | 26.8 (80.2)       | 27.1 (80.8)       | 27.1 (80.8)       | 26.4 (79.5)       | 25.0 (77.0)       | 24.4 (75.9)       | 24.6 (76.3)       | 25.2 (77.4)       | 26.2 (79.2)       | 27.3 (81.1)       | 27.6 (81.7)       | 26.2 (79.2)       |
| 일평균 최저 기온 °C (°F)                                                | 23.0 (73.4)       | 23.0 (73.4)       | 23.0 (73.4)       | 22.7 (72.9)       | 21.8 (71.2)       | 20.3 (68.5)       | 19.6 (67.3)       | 19.7 (67.5)       | 20.2 (68.4)       | 21.3 (70.3)       | 22.5 (72.5)       | 23.1 (73.6)       | 21.7 (71.0)       |
| 역대 최저 기온 °C (°F)                                                  | 17.0 (62.6)       | 16.6 (61.9)       | 14.0 (57.2)       | 17.8 (64.0)       | 16.2 (61.2)       | 13.5 (56.3)       | 13.8 (56.8)       | 13.0 (55.4)       | 14.7 (58.5)       | 16.3 (61.3)       | 18.2 (64.8)       | 18.7 (65.7)       | 13.0 (55.4)       |
| 평균 강수량 mm (인치)                                                   | 241.7 (9.52)      | 242.7 (9.56)      | 162.1 (6.38)      | 53.0 (2.09)       | 15.7 (0.62)       | 13.4 (0.53)       | 13.9 (0.55)       | 12.4 (0.49)       | 7.6 (0.30)        | 16.2 (0.64)       | 30.5 (1.20)       | 133.1 (5.24)      | 942.3 (37.12)     |
| 평균 강수일수 (≥ 1.0 mm)                                                | 15.4              | 14.6              | 11.4              | 5.2               | 2.4               | 2.6               | 3.3               | 2.3               | 2.3               | 2.6               | 3.6               | 9.2               | 74.9              |
| 평균 상대 습도 (%)                                                      | 79                | 92                | 81                | 76                | 70                | 68                | 66                | 66                | 66                | 65                | 71                | 76                | 72                |
| 평균 월간 일조시간                                                      | 189.2             | 170.0             | 214.9             | 256.4             | 284.8             | 256.5             | 273.1             | 283.6             | 293.3             | 306.8             | 281.5             | 228.9             | 3,039             |
| 출처 1: 미국 해양대기청 (평년값: 1991년~2020년, 극값: 1941년~현재)      |                   |                   |                   |                   |                   |                   |                   |                   |                   |                   |                   |                   |                   |
| 출처 2: 독일 기상청 (상대습도: 1951년~1967년), Meteo Climat (극값 일부) |                   |                   |                   |                   |                   |                   |                   |                   |                   |                   |                   |                   |                   |